# Nordisk kombineret under vinter-OL 2018
Nordisk kombination under vinter-OL 2018 er en konkurrence ved vinter-OL i Sydkorea.

## Kampoversigt
Følgende er en oversigt over alle arrangementer vedrørende nordisk kombination.
Alle tider er i sydkoreanske tid (UTC+9).
| Dato        | Tid   | Event                               |
| ----------- | ----- | ----------------------------------- |
| 14. februar | 15:00 | Mændenes individuelle normale bakke |
| 14. februar | 17:45 | Mændenes individuelle 10 km         |
| 20. februar | 19:00 | Mændenes individuelle stor bakke    |
| 20. februar | 21:45 | Mændenes individuelle 10 km         |
| 22. februar | 16:30 | Mændenes hold store bakke           |
| 22. februar | 19:20 | Mændenes hold relay 4×5 km          |

## Medaljer
| Disciplin                            | Guld                                                                        | Guld    | Sølv                                                                      | Sølv    | Bronze                                                                  | Bronze  |
| ------------------------------------ | --------------------------------------------------------------------------- | ------- | ------------------------------------------------------------------------- | ------- | ----------------------------------------------------------------------- | ------- |
| Stor bakke og 10 km - Herrer         | Tyskland · Johannes Rydzek                                                  | 23:52.5 | Tyskland · Fabian Riessle                                                 | 23:52.9 | Tyskland · Eric Frenzel                                                 | 23:53.3 |
| Normal bakke og 10 km - Herrer       | Tyskland · Eric Frenzel                                                     | 24:51,4 | Japan · Akito Watabe                                                      | 24:56,2 | Østrig · Lukas Klapfer                                                  | 25:09,5 |
| Hold - Stor bakke og 4×5 km - Herrer | Tyskland · Vinzenz Geiger · Fabian Riessle · Eric Frenzel · Johannes Rydzek | 46:09,8 | Norge · Jan Schmid · Espen Andersen · Jarl Magnus Riiber · Jørgen Graabak | 47:02,5 | Østrig · Wilhelm Denifl · Lukas Klapfer · Bernhard Gruber · Mario Seidl | 47:17,6 |

### Medaljefordeling
| Nordisk kombineret | Guld | Sølv | Bronze | Total |
| Tyskland           | 3    | 1    | 1      | 5     |
| Norge              | 0    | 1    | 0      | 1     |
| Japan              | 0    | 1    | 0      | 1     |
| Østrig             | 0    | 0    | 2      | 2     |